# Heeresnachrichtenamt
La Heeresnachrichtenamt (Oficina de Inteligencia militar) es una agencia de inteligencia de las Fuerzas Armadas de Austria . La Heeresnachrichtenamt investiga información sobre operaciones y proyectos militares en el extranjero y realiza análisis de datos de inteligencia recopilada. El servicio mantiene sucursales en Linz, Graz y Klagenfurt .

## Bases legales
La base legal principal para la Heeresnachrichtenamt y la Abwehramt (Oficina de Contrainteligencia) es la Ley de Autorización Militar (MBG).  Este no solo regula las facultades y tareas, sino que también estipula la creación de un oficial de protección legal que no esté sujeto a instrucciones . § 20 párrafo 1 MBG define las tareas de reconocimiento de inteligencia:
“El reconocimiento de inteligencia sirve para la obtención, procesamiento, evaluación y presentación de la información sobre el extranjero a través de organizaciones internacionales u otros órganos intergubernamentales relacionados con hechos, eventos, proyectos militares y otros relacionados”.

## Estructura
El servicio de inteligencia exterior se divide en diferentes departamentos, que cubren las siguientes áreas:
- Guía
- Evaluación
- Tecnología de sensores
- Soporte